# 사카이 다다즈미 (1853년)

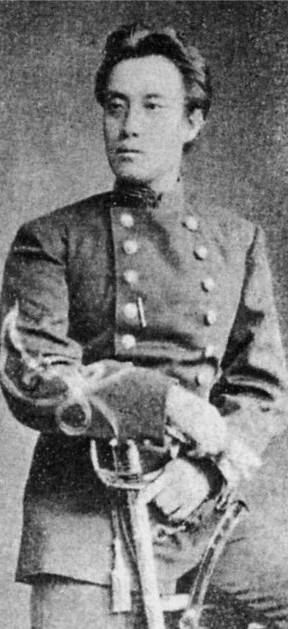
사카이 다다즈미

사카이 다다즈미(일본어: 酒井忠篤, 1853년 3월 22일 ~ 1915년 6월 6일)는 막말의 다이묘로, 데와 쇼나이번의 11대 번주이다. 어릴적 이름은 시게노조(繁之丞)이고, 관위는 종4위하, 사에몬노조(左衛門尉)이며, 메이지 시대에 백작이 되었다.
가에이 6년(1853년) 2월 13일, 9대 번주 사카이 다다아키의 다섯째 아들로 태어났다. 분큐 2년(1862년), 10대 번주 사카이 다다토모가 사망하자, 그 양자가 되어 번주직을 계승했다. 분큐 3년(1863년) 10월 26일, 종4위하, 사에몬노조에 서임되었다.
막말의 동란의 와중에, 후다이 다이묘 중에서도 힘 있는 명문가 출신(조상은 초대 쇼군 이에야스의 고모부 사카이 다다쓰구)이었기 때문에, 분큐 3년 4월 15일에 신초구미의 관리를 맡았고, 11월에는 에도 시내 단속을 담당했다. 겐지 원년(1864년) 8월 18일, 다가와군, 유리군 두 개 군의 약 2만 7천 석을 추가로 받아 17만 석의 다이묘가 되었다.
게이오 2년(1866년), 대흉작으로 감세를 요구하는 군중 소동이 일어났으나, 마쓰다이라 곤주로(松平権十郎) 등의 주류파(좌막 세력)에 의해 진압되었다. 이 공적으로 번내에서 세력을 얻은 주류파는 게이오 3년(1867년)에 번 통치 개혁과 정치 방침 면에서 대립하고 있던 사카이 우쿄 등의 공무합체파를 체포, 투옥, 숙청하여, 번의 논의를 좌막파로 통일하였다. 그리고 같은해 12월 25일, 사쓰마번 에도 저택을 불태웠다.
게이오 4년(1868년) 보신 전쟁에서는, 막부군이 패배한 뒤에도 오우에쓰 열번 동맹의 일원으로서 신정부군을 상대로 싸웠다. 아키타 번과 신조번, 그리고 신정부군 본군에 의한 공격도 격파하고 연전연승을 거두었다. 하지만 주변의 막부파 번들이 속속 신정부측에 항복하게 되면서, 9월 25일 어쩔 수 없이 항복하였고, 9월 27일에는 성문을 열고 근신을 명령받았다. 12월 7일에는 신정부에 반역하였다는 죄목으로 영지 몰수에 처해졌다. 나중에 쇼나이 번은 동생인 사카이 다다미치가 번주가 되어, 12만 석으로 삭감된 상태로 존속을 허락받았다.
메이지 2년(1869년) 9월 23일, 다다즈미는 죄를 용서받고, 이듬해 사쓰마로 옮겨갔다. 메이지 4년(1871년) 7월에는 병부성에 출사하였고, 메이지 5년(1872년) 2월에 육군 소좌로 임관하였으나, 같은해 3월에 사임하고 4월부터 군제 연구를 위해 독일로 유학을 가서, 1879년 6월에 귀국하였다. 그러는 사이 1877년 10월 4일 육군 중위에 임관하였다. 1880년 2월, 동생이자 양자인 다다미치가 은거함에 따라 다시 가문을 상속하였다. 같은해 3월, 정계로부터 은퇴하였고 4월에 육군 보병 중위를 사임하였다. 1881년에 쓰루오카(鶴岡)로 돌아갔다. 1884년 7월에는 화족령에 의해 백작이 되었다. 1915년 6월 6일 63세의 나이로 사망하였다. 다다즈미 사후 백작위는 차남 다다나가(동생 다다미치의 양자)가 뒤를 이었다.
|  | 제1대 (쇼나이)사카이 백작가 당주 1884년 ~ 1915년 | 후임 사카이 다다나가 |

| 전임 사카이 다다토모 사카이 다다미치 | 제17, 19대 사카이 사에몬노조가 종가 1862년 ~ 1868년 1880년 ~ 1915년 | 후임 사카이 다다미치 사카이 다다나가 |

| 전임 사카이 다다토모 | 제11대 쇼나이번 번주 1862년 ~ 1868년 | 후임 사카이 다다미치 |